# Ustroń (rejon szarkowszczyński)
Ustroń – dawny majątek. Tereny, na których leżał, znajdują się obecnie na Białorusi, w obwodzie witebskim, w rejonie szarkowszczyńskim, w sielsowiecie Jody.

## Historia
W czasach zaborów majątek w gminie Jody, w powiecie dzisieńskim, w guberni wileńskiej Imperium Rosyjskiego. Pod koniec XIX wieku należał do dóbr Judycyn, własność Łopacińskich.
W latach 1921–1945 majątek i zaścianek leżały w Polsce, w województwie wileńskim, w powiecie dziśnieńskim (od 1926 w powiecie brasławskim), w gminie Jody.
Według Powszechnego Spisu Ludności z 1921 roku zaścianek zamieszkiwało 5 osób, wszystkie były wyznania rzymskokatolickiego, i zadeklarowały polską przynależność narodową. Był tu 1 budynek mieszkalny. Majątek liczył 3 domy i 27 mieszkańców. 24 było wyznania rzymskokatolickiego a 3 prawosławnego. Jednocześnie 24 mieszkańców zadeklarowało polską a 3 białoruską przynależność narodową. W 1931 majątek w 4 domach zamieszkiwało 27 osób.
Wierni należeli do parafii rzymskokatolickiej w Zamoszach. Miejscowość podlegała pod Sąd Grodzki w Brasławiu i Okręgowy w Wilnie; właściwy urząd pocztowy mieścił się w Jodach.